# Leopoldo Benites
Leopoldo Benites Vinueza (17 de octubre de 1905 - 7 de marzo de 1995) fue un diplomático ecuatoriano quien se desempeñó como embajador de Ecuador ante una serie de países. Llegó a ser el vigésimo octavo presidente de la Asamblea General de las Naciones Unidas en 1973 y además fue representante permanente de Ecuador ante la ONU desde octubre de 1960. Benites también se desempeñó como profesor y obtuvo un doctorado honoris causa de la Universidad de la República en Uruguay.

## Biografía

### Sus inicios
Leopoldo Benites Vinueza nació en la ciudad de Guayaquil, Ecuador el 17 de octubre de 1905. Su padre era un médico. Desde temprana edad, mostró una curiosidad intelectual notable, cuestionando la existencia de Dios y explorando la poesía modernista bajo la influencia de su padre y hermano. Su formación académica en Guayaquil, con profesores destacados, y la pérdida de su padre, marcaron su transición hacia el agnosticismo y un profundo interés por la literatura y la filosofía. Participó en la revista "Síngulus" y colaboró en "El Guante", mostrando su talento para la poesía simbolista y los cuentos fantásticos. Aunque inició estudios de medicina, los abandonó para estudiar en la Universidad de Guayaquil, donde obtuvo una licenciatura en ciencias sociales y políticas, lo que marcaría un nuevo rumbo en su carrera, sin embargo no perdería su amor por las letras, marcadas en la literatura y el periodismo.

### Literatura, periodismo y docencia
Su participación en el grupo "Los Hermes" lo introdujo en el mundo de la crítica literaria y el debate ideológico, donde exploró el modernismo y el arielismo, y se sintió atraído por el idealismo de la Revolución Rusa. En estos años, cuando Benites tenía 20 años se casó con Margot Sierra. Continuó desarrollando su talento literario y se consolidó como escritor al ganar un concurso con relatos influenciados por Horacio Quiroga, aunque su carrera tomó un giro hacia el periodismo. Sin embargo, su influencia en la literatura ecuatoriana fue significativa, especialmente como profesor en el Colegio Vicente Rocafuerte, donde inspiró a futuros escritores como Demetrio Aguilera Malta y Enrique Gil Gilbert, siendo considerado un precursor del grupo de escritores guayaquileños que marcaría la literatura nacional.
Bajo el seudónimo de Alsino, publicó artículos en "El Universo" y se convirtió en una voz influyente. Sus ensayos, como "Perfil del coloniaje" y "El Zapador de la colonia, la vida y la obra de Francisco Javier Espejo", demostraron su capacidad para analizar y reflexionar sobre la historia ecuatoriana. Trabajó como periodista, un papel en el que más tarde expresaría su oposición a las dictaduras. En la década de 1930 pasó ocho meses en la cárcel. Mientras permaneció que en la cárcel, una experiencia que describió como "interesante", escribió una biografía de Francisco de Orellana.

### Diplomacia
Benites fue embajador de Ecuador en Uruguay desde 1947 a 1952. En 1954 asumió un papel similar en Bolivia hasta 1956, cuando pasó un breve período como embajador en la Argentina. A finales de 1956 asumió el papel de embajador en Uruguay hasta agosto de 1960. Luego se convirtió en el representante permanente ante las Naciones Unidas.
Benites publicó varios cuentos y poemas, así como estudios muy largos del prócer ecuatoriano Eugenio Espejo; y sobre Francisco de Orellana, conquistador español que viajó a lo largo del río Amazonas y fundó la ciudad de Guayaquil.
En 1965, Benites encabezó la delegación ecuatoriana a una reunión por la desnuclearización de América Latina que se celebró en la Ciudad de México. Continuó trabajando por la desnuclearización y en 1971 se convirtió en el primer Secretario General del OPANAL, una organización internacional que promueve el desarme nuclear. Sólo renunció a este puesto cuando se le dijo que era un fuerte candidato para convertirse en el próximo Secretario General de las Naciones Unidas.
Una anécdota que contó Benites es de que un delegado de la ONU del bloque asiático le dijo que le gustaba su discurso, pero no como votó. Benites dijo que "Los argumentos son míos, pero la votación fue por instrucción de mi gobierno".
Se convirtió en el 28.º presidente de la Asamblea General de las Naciones Unidas en 1973. En ese momento él era un veterano en la ONU, después de haber estado en dieciocho asambleas generales, doce de las cuales había sido delegado principal de Ecuador. En su primer discurso como Presidente, tras su nombramiento, tuvo el honor de admitir las Bahamas y tanto a Alemania Oriental y Occidental en las Naciones Unidas. La admisión de las dos mitades de Alemania fue un momento importante como las Naciones Unidas se había formado como reacción a la Segunda Guerra Mundial que había sido iniciada por la Alemania nazi. Con ello el número total de las naciones en la ONU fue de 135 y en el momento de los posibles candidatos eran Corea del Sur y Corea del Norte.
Benites fue uno de los once presidentes de las Asambleas Generales, que fueron convocados de nuevo a las Naciones Unidas en 1985 para asesorar sobre cómo la ONU podría aumentar su impacto. Benítez murió en 1996. Él y Margot tuvieron dos hijos, Leopoldo y Roberto.

## Cargos ocupados
Los cargos ocupados por Benites Vinueza abarcan desde organismos internacionales como las Naciones Unidas, a puestos de embajador ante países hermanos de Ecuador, así como puestos en la Asamblea Constituyente de Ecuador para la redacción de la constitución de 1945.
- Presidente de la Asamblea General de las Naciones Unidas en su vigésimo octavo período de sesiones
- Representante Permanente de su país ante las Naciones Unidas desde octubre de 1960
- Representante de Ecuador en el Consejo de Seguridad de las Naciones Unidas desde octubre de 1960 hasta diciembre de 1961
- Presidente del Consejo de Seguridad de las Naciones Unidas en julio de 1961
- Presidente de la Comisión Política Especial de la Asamblea durante el décimo séptimo período de sesiones (1962-1963)
- Presidente de la Primera Comisión de la Asamblea durante el vigésimo primer período de sesiones (1966)
- Vicepresidente de la Asamblea durante el vigésimo segundo período de sesiones (1967)
- Presidente de la Subcomisión de Asuntos Jurídicos de la Comisión sobre la Utilización con Fines Pacíficos de los Fondos Marinos y Oceánicos fuera de los Límites de la Jurisdicción Nacional (1968)
- Vicepresidente de la Asamblea durante su vigésimo quinto período de sesiones (1970)
- Representante Permanente Adjunto de su país ante las Naciones Unidas desde enero de 1953 hasta junio de 1954,
- Jefe de la delegación de Ecuador ante la segunda parte del séptimo período de sesiones de la Asamblea en 1953
- Miembro de la delegación de Ecuador durante el noveno y décimo período de sesiones de la Asamblea en 1954 y 1955.
- Ministro ante Uruguay desde 1947 hasta 1952
- Embajador ante Bolivia desde el 14 de octubre de 1954 hasta enero de 1956
- Embajador ante Argentina desde el 6 de enero de 1956 hasta noviembre de ese mismo año
- Embajador ante Uruguay desde noviembre de 1956 hasta agosto de 1960, cuando fue Representante Permanente ante las Naciones Unidas.
- Delegado ante la cuarta Conferencia de los Estados de América miembros de la Organización Internacional del Trabajo, en Montevideo en 1948
- Delegado de Ecuador ante la quinta y octava Conferencia Consultiva de los Ministros de Relaciones Exteriores de los Estados Americanos.
- Diputado de la Asamblea Constituyente de Ecuador (1944-1945).
- Comisión de redacción de la Constitución de 1945 de su país.

## Legado
Después de la publicación de los Argonautas de la Selva, sería recibido con crítica positiva que describió su obra con estas palabras:

He aquí el verdadero protagonista de la obra de Benites: la selva monstruosa en su hermosura espléndida; el camino infinito y transparente del río gigantesco. Escenario sugestivo para enmarcar a los paladines de un épico cantar, y hoy, en efecto, un aire de poema heróico en la gesta de Orellana y sus compañeros. Estos hombres que arrastra la corriente del Amazonas a través de un maravilloso y terrible mundo desconocido, parecen figuras de una tragedia griega, impulsados por un divino aliento de fatal eficacia.
Carlos Seco Serrano . Book review, Revista de Indias, Madrid

Sobre su rol político en Ecuador, la importancia de sus escritos y su valentía, fue recordado durante su centenario de la siguiente manera:

Su valor, su heroísmo, el heroísmo que aprendió de su padre y de los héroes sabios que admiró (Espejo, Mejía, Montalvo, a quienes dedicó valiosísimos estudios); así mismo, en oposición a las fuerzas de disolución, a las crisis sociales y políticas que parecen fracturar la unidad nacional, el hombre utiliza la pluma para resistir, para desenterrar y mostrar la unidad de una historia nacional. Parece que los embates de 20 años de tormentas políticas lo encuentran en su antigua trinchera, pero ya no presto a atacar, a denunciar, sino a resistir. Escribir es muchas veces resistir. En los momentos en que todo parece perdido un hombre decide resistir, no perderse, y se enciende una luz.
David Guzmán - Escribir es resistir: sobre Leopoldo Benites Vinueza en su centenario

A pesar de que a Leopoldo Benites Vinueza haya tenido una destacada carrera como diplomático, siendo el primer ecuatoriano en presidir la Asamblea General de la ONU, es recordado también por su profunda vocación de escritor. Su obra cumbre, Ecuador: drama y paradoja, revolucionó la historiografía ecuatoriana al centrarse en el pueblo como protagonista, en lugar de las figuras notables tradicionales. Benites, con una producción literaria limitada pero importante, logró plasmar la complejidad de la identidad ecuatoriana, destacando sus contradicciones, diversidad étnica y luchas sociales. Su enfoque, que combinaba rigor histórico con una estética literaria cuidada, estableció un nuevo estándar en la interpretación de la historia del Ecuador.
Sobre el impacto de Ecuador Drama y Paradoja:

La relectura Ecuador: drama y paradojaha permitido revalorar al más elevado pensador y más lúcido intérprete de la historia ecuatoriana, que desde una visión socialista plantea la indisoluble relación pueblo  /  geografía;  relieva el papel de las masas populares en la forja de los principales hechos históricos del Ecuador; incorpora la noción de clases sociales y lucha de clases en la forja de la nacionalidad ecuatoriana; problematiza el trauma del mestizaje en el Ecuador; critica a las élites dominantes en una sociedad clasista,  en los distintos períodos históricos,  sin por ello perder la acendrada fe en un futuro promisorio,  para el Ecuador,  en donde la libertad,  justicia,  equidad y grandeza dejen de ser un utópico sueño, para convertirse en tangibles realidades.
Yovany Salazar Estrada - Ecuador: drama y paradoja, pionera del moderno ensayo histórico

## Listado de obras
- Pensamiento socialista, 2008[16]
- Argonautas de la selva, 1992[16]
- Ecuador, drama y paradoja, 1986[16]
- Francisco Eugenio Espejo, un residente de la noche, 1984[8]
- Poemas en tres tiempos, 1977[16]
- Los descubridores del Amazonas, 1976[16]
- Ecuador, 1950[16]